# Munchhouse
Munchhouse (en alsacià Mínkhüse) és un municipi francès, situat a la regió del Gran Est, al departament de l'Alt Rin. L'any 1999 tenia 1.429 habitants.

## Demografia
| 1962 | 1968 | 1975 | 1982 | 1990  | 1999  |
| ---- | ---- | ---- | ---- | ----- | ----- |
| 802  | 818  | 903  | 937  | 1.216 | 1.429 |

## Administració
| Període   | Identitat        | Partit |
| --------- | ---------------- | ------ |
| 2001-2008 | Alexandre Graber |        |
| 2008-     | Philippe Heid    |        |